# Nissan Pixo
Nissan Pixo - samochód marki Nissan zaliczany do segmentu A. Produkowany w Indiach przez 
Suzuki w latach 2008 - 2013.

## Opis modelu

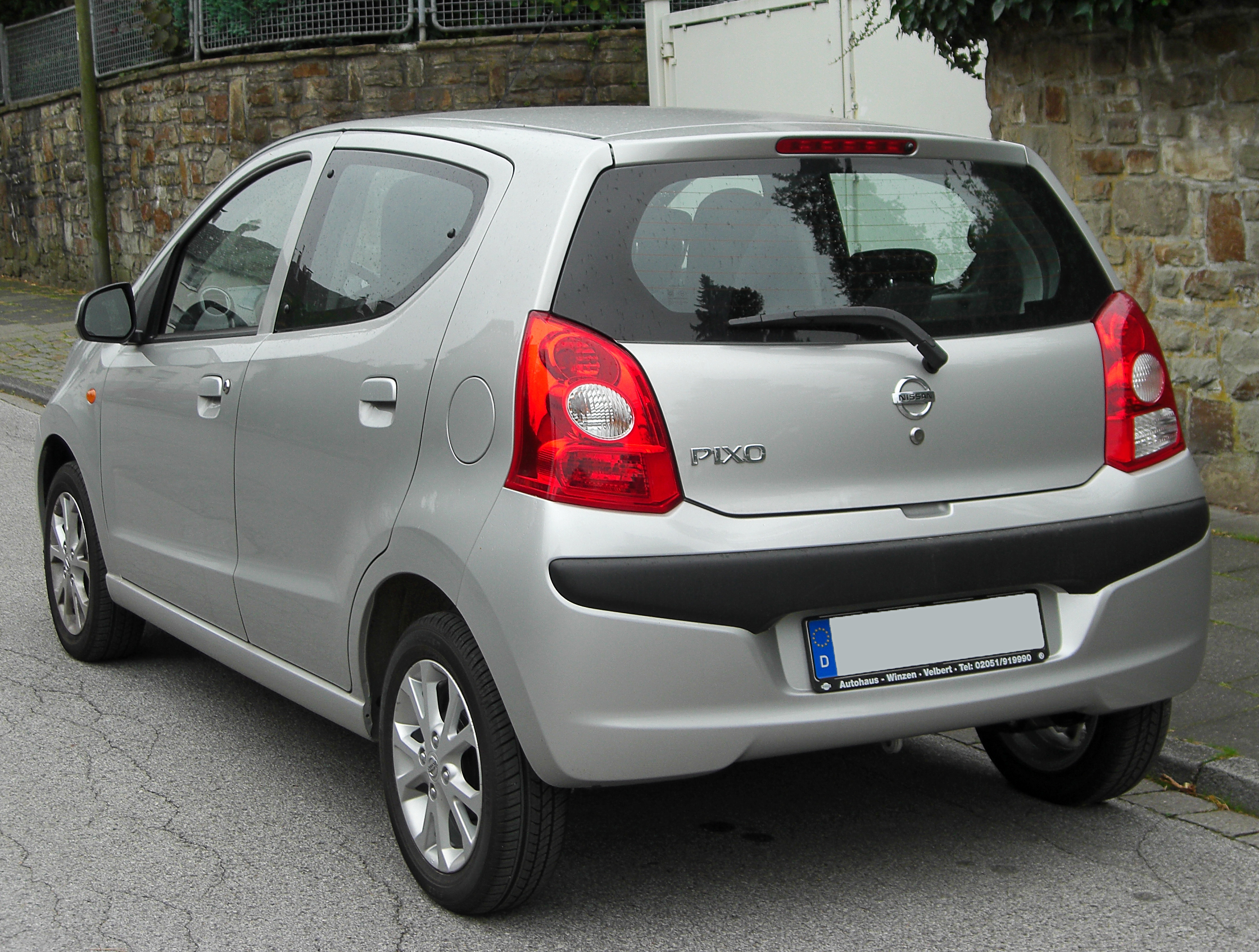
Nissan Pixo, tył

Nissan Pixo to 5-drzwiowe 4-osobowe auto segmentu A. Jest pierwszym Nissanem produkowanym w Indiach i sprzedawanym w Europie. Pixo nie miał poprzednika. Powstał we współpracy z koncernem Suzuki. W indyjskim Delhi równolegle z Pixo produkowany jest bliźniaczym Suzuki Alto różniący się lekko zmienionym przodem. Nissan planował już w 2010 roku zaprezentować następcę Pixo tym razem własnej konstrukcji, co tak się nie stało i już w 2013 roku Nissan zaprzestał produkcji modelu Pixo.